# 10 février
Pour les articles homonymes, voir Dix-Février.
10 janvier 10 mars
Chronologies thématiques
- Croisades
- Ferroviaires
- Sports
- Disney
- Anarchisme
- Catholicisme

Abréviations / Voir aussi
- (° 1852) = né en 1852
- († 1885) = mort en 1885
- a.s. = calendrier julien
- n.s. = calendrier grégorien
- Calendrier
- Calendrier perpétuel
- Liste de calendriers
- Naissances du jour

Le 10 février est le 41e jour de l'année du calendrier grégorien (il en reste ensuite 324, 325 lorsqu'elle est bissextile).
C'était généralement le 22 pluviôse du calendrier républicain ou révolutionnaire français, officiellement dénommé jour du thymèle (ou thimèle, daphné garou ou encore garou).

## Événements

### XIIIesiècle
- 1258 : Houlagou Khan s'empare de Bagdad.

### XIVesiècle
- 1306 : Robert Bruce tue John III Comyn lors des guerres d'indépendance de l'Écosse.
- 1326 : les armées polonaise et lituanienne de Ladislas Ier et de Ghédimin lancent une offensive contre la Marche de Brandebourg.
- 1355 : l’émeute de la Sainte-Scholastique a lieu à Oxford, un affrontement armé entre les étudiants de l’Université d’Oxford et les habitants de la ville.

### XVIesiècle
- 1567 : assassinat du second mari de la reine Marie Stuart Henry Stuart lord Darnley en Écosse[1].

### XVIIesiècle
- 1605 : découverte de l'île d'Anaa par Pedro Fernandes de Queirós.
- 1638 : vœu de Louis XIII de consécration de la France à la Vierge Marie[2].
- 1651 : les princes frondeurs font fermer Paris pour empêcher le jeune roi Louis XIV, son frère Philippe et leur mère la régente Anne d'Autriche de fuir dans la nuit du 9 au 10 comme deux ans plus tôt dans la nuit du 5 au 6 janvier 1649 alors vers le château de Saint-Germain-en-Laye ; l'oncle paternel du roi Gaston d'Orléans organise même un contrôle de la présence physique du roi dans son lit du Palais Royal en pleine nuit, même tout habillé et botté sous ses draps comme prêt à s'enfuir, par le capitaine des gardes suisses suivi par une foule "silencieuse" de "gens du peuple" en rébellion venant se rendre compte par eux-mêmes du "sommeil" du jeune Louis[3].

### XVIIIesiècle
- 1763 : le roi de France Louis XV renonce à la Nouvelle-France et récupère les Antilles (signature d'un traité de Paris marquant la fin d'une guerre de Sept Ans).
- 1794 : deuxième bataille de Saint-Colombin pendant la guerre de Vendée.

### XIXesiècle
- 1811 : l'armée impériale russe entre dans Belgrade en soutien au premier soulèvement serbe (guerre russo-turque de 1806-1812)[4].
- 1814 : bataille de Champaubert (Marne) lors de la campagne de France.
- 1828 : Simón Bolívar devient le chef de l'État colombien.
- 1840 : mariage de la reine Victoria du Royaume-Uni avec Albert de Saxe-Cobourg-Gotha.
- 1841 : naissance de la province du Canada prévue par un Acte d'Union de 1840.
- 1846 : victoire britannique à la bataille de Sobraon (fin de la première Guerre anglo-sikhe).
- 1848 : le roi Ferdinand II des Deux-Siciles proclame à Naples une nouvelle constitution[5].
- 1862 : victoire de l'Union à la bataille d'Elizabeth City pendant la campagne de Burnside en Caroline du Nord (guerre de Sécession).
- 1878 : le pacte de Zanjón met fin à la guerre des Dix Ans pour l’indépendance de Cuba. Les insurgés capitulent devant la puissance coloniale espagnole.

### XXesiècle
- 1920 : 
  - mariage de la Pologne à la mer Baltique symbolisant l'accès à la mer du pays.
  - plébiscite dans la partie nord du Schleswig qui deviendra le Jutland du Sud.
- 1930 : mutinerie de Yên Bái.
- 1936 : début de la bataille d'Amba Aradom pendant la seconde guerre italo-éthiopienne.
- 1939 : l'offensive de Catalogne s'achève par une victoire nationaliste décisive dans la guerre d'Espagne.
- Seconde guerre mondiale :
  - début de la déportation massive dans les territoires polonais annexés par l'Union soviétique en 1940.
  - François Darlan devient vice-président du conseil et successeur désigné de Pétain en 1941.
- 1943 : publication du Manifeste du peuple algérien par Ferhat Abbas.
- 1947 :
  - rectifications de frontières par la signature d'un traité de Paris concernant :
    - l'Italie au profit de la France, de la Yougoslavie et de la Grèce ;
    - la Roumanie au profit de l'URSS ;
    - la Hongrie au profit de la Yougoslavie et de la Tchécoslovaquie ;
    - la Bulgarie ;
    - la Finlande.

  - résolution no 17 du Conseil de sécurité des Nations unies sur la question grecque.
- 1949 : résolution 68 du Conseil de sécurité des Nations unies sur les réglementation et réduction des armements.
- 1970 : le roi du Lesotho Moshoeshoe II est chassé du pouvoir et part en exil.
- 1993 : Albert Zafy est élu président de la république de Madagascar.

### XXIesiècle
- 2005 : premières élections (municipales) de l'histoire de l'Arabie saoudite.
- 2019 : un référendum suisse d'initiative populaire restreignant l'étalement urbain est rejeté.
- 2024 : en Hongrie, démission de la présidente Katalin Novák à l'issue d'une polémique provoquée par la grâce qu'elle a accordée à une personne condamnée pour avoir couvert des actes de pédocriminalité[6].

## Arts, culture et religion
- 1204 : l'évêque d'Uzès en Languedoc Ébrard II signe une charte de fondation de la chartreuse de Valbonne avec son prédécesseur[7].L'Institut de France, où siègent l'Académie française et ses émules ultérieures quai de Conti à Paris.

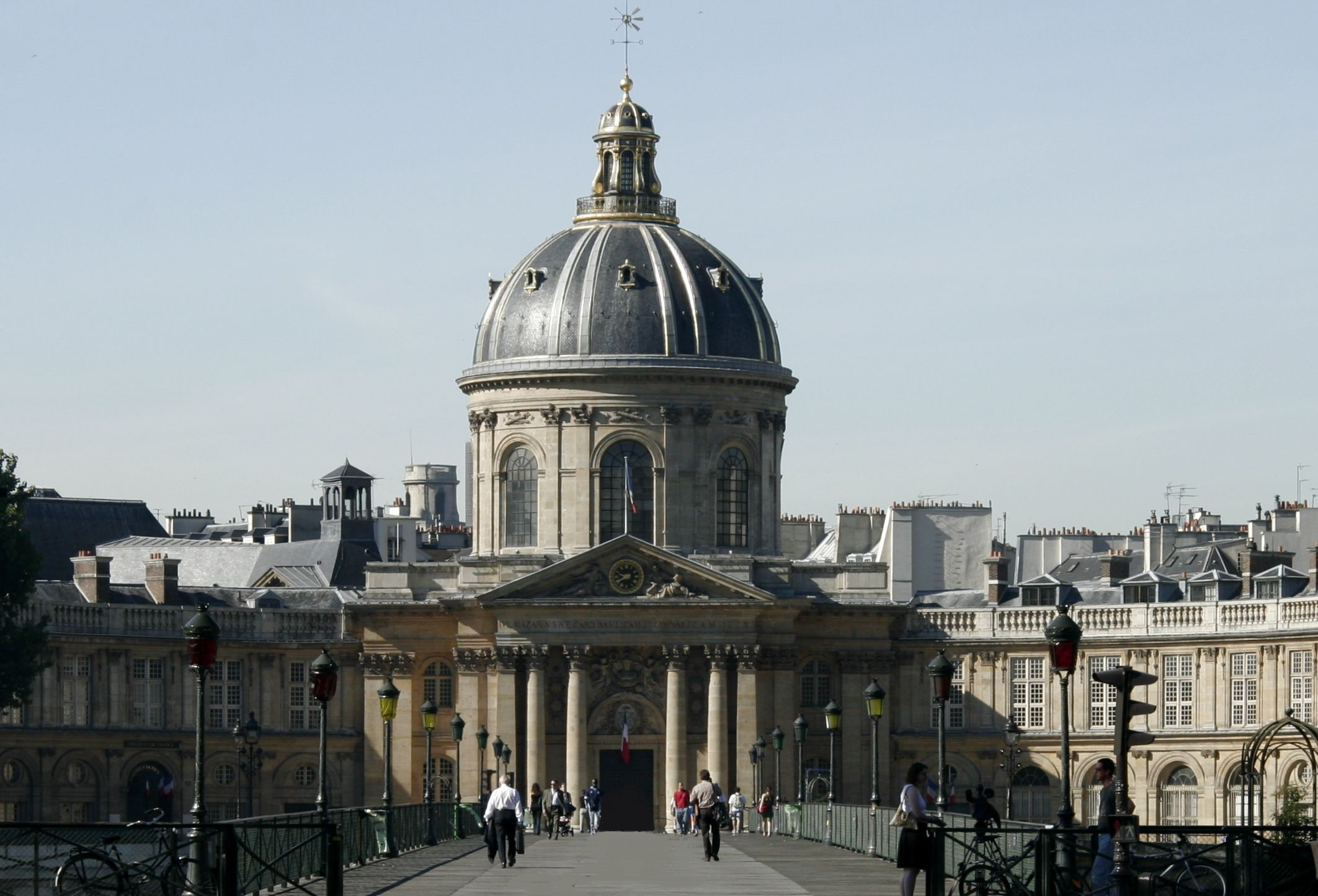
L'Institut de France, où siègent l'Académie française et ses émules ultérieures quai de Conti à Paris.

- 1544 : baptême catholique de François II en la chapelle de Trinitaire à Fontainebleau.
- 1881 : représentation posthume de l'opéra fantastique de Jacques Offenbach « Les Contes d'Hoffmann » à l'Opéra-Comique de Paris[8].
- 1940 : le court-métrage d'animation Faites chauffer la colle ! est le premier Tom et Jerry.
- 1993 : la série télévisée américaine « Beverly Hills (90210) » est diffusée en France[9].
- 2003 : 1 000e émission de la série Watatatow au Québec.
- 2020 : fin de l'une des dernières grandes expositions du Grand-Palais à Paris (sur le peintre Le Greco) avant les confinements liés à la pandémie de COVID-19 qui s'étend alors progressivement sur le monde.

## Sciences et techniques
- 1906 : lancement du HMS Dreadnought qui donne son nom à un type de navire armé de plusieurs canons d'un seul gros calibre et propulsé par une turbine à vapeur.
- 1996 : victoire du champion de jeu d'échecs Garry Kasparov lors de sa première confrontation face à l'ordinateur Deep Blue[10].
- 2001 : des astronautes de la navette spatiale Atlantis arriment le laboratoire scientifique Destiny à la Station spatiale internationale.
- 2009 : collision entre les satellites Iridium-33 et Kosmos-2251.

## Économie et société
- 1970 : une avalanche survient vers 8 h du matin à Val-d'Isère en Savoie à la suite de très grosses chutes de neige tombées les jours précédents en France[11] et touche très brutalement le centre UCPA (39 morts et 37 blessés)[12].
- 1986 : ouverture d'un procès de la mafia à Palerme en Sicile.
- 2002 : les trois citernes de résidus toxiques perdues le 1er février 2002 en pleine tempête par le porte-conteneurs Lykes Liberator à 220 km à l'ouest du Finistère (Bretagne, France) sont remorquées vers la rade de Brest.
- 2003 : le Conseil d'État confirme le retrait de la licence d'exploitation d'Air-Liberté en France.
- 2004 :
  - le Premier ministre français Jean-Pierre Raffarin tente d'apaiser la colère des restaurateurs face au refus de l'Allemagne de baisser la TVA dans ce secteur, en annonçant un plan de 1,5 milliard d'euros d'allègement de charges des restaurateurs sur 18 mois.
  - Les députés français adoptent en première lecture par 494 voix contre 36 un projet de loi sur la laïcité qui interdit le port de signes religieux ostensibles dans les écoles, collèges et lycées publics à compter de la rentrée scolaire 2004.
  - L'écrasement d'un avion de la Kish Airlines tue 43 des 46 passagers et les six membres d'équipage près de l'aéroport international de Charjah aux Émirats arabes unis.
- 2005 :
  - plus de 100 000 lycéens manifestent contre une réforme du baccalauréat dans plusieurs villes de France.
  - Le Parlement français adopte définitivement un projet de loi portant reconnaissance de la Nation et une contribution nationale en faveur des rapatriés d'Afrique du nord pieds-noirs et Harkis.
- 2015 : trois étudiants sont tués lors d’une fusillade aux États-Unis à la suite d'un litige de stationnement.

## Naissances

### XVIIesiècle
- 1685 : Aaron Hill, écrivain anglais (+ 8 février 1750).

### XVIIIesiècle
- 1720 : Charles de Geer, biologiste et homme politique suédois († 20 mai 1778).
- 1766 : Benjamin Smith Barton, botaniste américain († 19 décembre 1815).
- 1785 : Claude Louis Marie Henri Navier, ingénieur français († 21 août 1836).
- 1795 : Ary Scheffer, peintre français († 15 juin 1858).

### XIXesiècle
- 1824 : Samuel Plimsoll, homme politique britannique († 3 juin 1898).
- 1843 : Adelina Patti, chanteuse d'opéra (soprano colorature) italienne († 27 juillet 1919).
- 1859 : Alexandre Millerand, Président de la République française († 6 avril 1943).
- 1892 : Alan Hale, acteur et réalisateur américain († 22 janvier 1950).
- 1893 : Jimmy Durante, acteur américain († 29 janvier 1980).
- 1894 : 
  - Yakov Frenkel (Яков Ильич Френкель), mathématicien russe († 23 janvier 1952).
  - Harold Macmillan, Premier ministre britannique († 29 décembre 1986).
- 1897 : Judith Anderson, actrice australienne († 3 janvier 1992).
- 1898 : Bertolt Brecht, homme de lettres et de théâtre allemand († 14 août 1956).

### XXesiècle
- 1901 : Richard Brauer, mathématicien allemand († 17 avril 1977).
- 1904 : John Farrow, réalisateur et scénariste américain († 28 janvier 1963).
- 1905 : Chick Webb, batteur et chef d’orchestre de jazz américain († 16 juin 1939).
- 1906 :
  - Lon Chaney Jr., acteur américain († 12 juillet 1973).
  - Roger Frison-Roche, écrivain et guide de haute montagne français († 17 décembre 1999).
  - Erik Rhodes, acteur américain († 17 février 1990).
- 1907 : Ethel Lackie, nageuse américaine championne olympique sur 100 m nage libre († 15 décembre 1979).
- 1908 : Jean Coulthard, compositrice et pédagogue canadienne († 9 mars 2000).
- 1909 : Henri Alekan, directeur de la photographie français († 15 juin 2001).
- 1910 :
  - Jorge Brum do Canto, cinéaste portugais († 7 février 1994).
  - Dominique Pire, religieux belge, prix Nobel de la paix 1958 († 30 janvier 1969).
- 1913 : Douglas Slocombe, directeur de photographie britannique († 22 février 2016).
- 1914 : Larry Adler, harmoniciste, pianiste et compositeur américain († 7 août 2001).
- 1916 : Jacques Berthier, acteur et réalisateur français († 2 avril 2008).
- 1920 : Paul Colin, écrivain français († 20 mars 2018).
- 1922 : Richard Balducci, scénariste et réalisateur français († 8 décembre 2015).
- 1924 :
  - Maurice Abiven, médecin français († 27 mai 2007).
  - Bud Poile, joueur de hockey sur glace canadien († 4 janvier 2005).
- 1925 : Pierre Mondy, comédien et metteur en scène français († 15 septembre 2012).
- 1927 :
  - Leontyne Price, soprano américaine.
  - William Tetley, homme politique et enseignant universitaire québécois († 1er juillet 2014).
- 1929 : 
  - Jerry Goldsmith, compositeur américain († 21 juillet 2004).
  - Bertrand Poirot-Delpech, journaliste, essayiste, romancier et académicien français († 14 novembre 2006).
- 1930 : Robert Wagner, acteur américain.
- 1931 : Paul Le Person, comédien français († 8 août 2005).
- 1935 : Miroslav Blažević, entraîneur croate de football († 8 février 2023).
- 1936 : Billy Goldenberg, compositeur de musique de film américain († 3 août 2020).
- 1937 : 
  - Raymond Chesa, homme politique français († 11 janvier 2005).
  - Roberta Flack, chanteuse américaine.
  - Iouri Poïarkov, joueur de volley-ball ukrainien double champion olympique († 10 février 2017).
- 1939 : Adrienne Clarkson, journaliste et femme politique canadienne, 26e gouverneur général du Canada.
- 1941 :
  - Michael Apted, réalisateur britannique († 7 janvier 2021).
  - Marc Norman, scénariste américain.
- 1943 : Ral Donner (en), chanteur américain († 6 avril 1984).
- 1944 : Peter Allen, auteur-compositeur-interprète australien († 18 juin 1992).
- 1946 : 
  - Didier Bezace, acteur et metteur en scène français († 11 mars 2020).
  - Sarah Joseph, romancière et novelliste indienne.
- 1947 : 
  - Louise Arbour, haut-commissaire des Nations unies aux droits de l'homme, juge suprême au Canada, procureure des TPI.
  - Pilar Bayona, actrice espagnole.
- 1949 :
  - Jim Corcoran, auteur-compositeur et interprète québécois.
  - Gilles Demailly, homme politique français.
  - Maxime Le Forestier (Bruno Le Forestier dit), chanteur français.
- 1950 : Mark Spitz, nageur américain.
- 1952 : Marcel Cabiddu, homme politique français († 13 janvier 2004).
- 1953 : Jacques L'Heureux, acteur québécois.
- 1955 :
  - Greg Norman, golfeur australien.
  - Philippe-Joseph Salazar, rhétoricien et philosophe français.
  - Tom LaGarde, joueur de basket-ball américain champion olympique.
- 1956 : Enele Sopoaga, diplomate et homme politique tuvaluan.
- 1961 : 
  - Alexander Payne, réalisateur et scénariste américain.
  - Tapio Korjus, athlète finlandais champion olympique du lancer de javelot.
- 1962 :
  - Cliff Burton, musicien bassiste américain du groupe Metallica († 27 septembre 1986).
  - Randy Velischek, joueur de hockey sur glace canadien.
- 1963 :
  - Lenny Dykstra, joueur de baseball américain.
  - Philip Glenister, acteur britannique.
  - Larisa Sinelshchikova, directrice et productrice des médias russes.
- 1964 :
  - Victor Davis, nageur canadien († 13 novembre 1989).
  - Paco Tous, acteur espagnol.
- 1965 : Mario Jean, humoriste québécois.
- 1966 : Adrien Goetz, historien de l'art et romancier français.
- 1967 : Laura Dern, actrice américaine.
- 1968 : Peter Popovic, joueur de hockey sur glace suédois.
- 1969 :
  - Valérie Valois, actrice québécoise.
  - Thomas Van Hamme, animateur belge de télévision et de radiophonie.
- 1971 : 
  - Lisa Marie Varon, catcheuse américaine.
  - Marty Nothstein, coureur cycliste sur piste américain, champion olympique.
- 1973 : Sébastien Hoog, guitariste français.
- 1974 : Ty Law, joueur de football américain.
- 1976 :
  - Lance Berkman, joueur de baseball américain.
  - Daniela do Waguinho, femme politique brésilienne.
- 1978 : Don Omar, rappeur américain.
- 1979 : Gabri, footballeur espagnol.
- 1980 :
  - Gordon D'Arcy, joueur de rugby irlandais.
  - Mike Ribeiro, joueur de hockey sur glace canadien.
- 1981 :
  - Aloysius Anagonye, basketteur américain.
  - Titi Rajo Bintang, actrice indonésienne.
  - Natasha St-Pier, chanteuse canadienne.
- 1982 : Justin Gatlin, athlète américain spécialiste du sprint, champion olympique.
- 1983 : Vincent Inigo, joueur de rugby à XV et de rugby à sept français.
- 1985 :
  - Paul Millsap, basketteur américain.
  - João Schlittler, judoka brésilien.
- 1986 :
  - Radamel Falcao, footballeur colombien.
  - Nahuel Guzmán, footballeur argentin.
- 1987 :
  - Facundo Roncaglia, footballeur argentin.
  - Jean-Christophe Taumotekava, karatéka français.
  - Viktor Troicki, joueur de tennis serbe.
- 1989 : Liam Hendriks, joueur de baseball australien.
- 1990 : 
  - Lens Aboudou, basketteur français.
  - Mohamed Seddik Mokrani, footballeur algérien.
- 1991 : Emma Roberts, actrice et mannequin américain, fille d'Eric Roberts et nièce de Julia Roberts.
- 1992 :
  - El Weezya Fantastikoh, chanteur et auteur-compositeur-interprète congolais
  - Cristian Battocchio, footballeur italo-argentin.
  - Kevin Mayer, athlète d'épreuves combinées français.
  - Haruka Nakagawa, chanteuse japonaise.
- 1993 : Mia Khalifa, influenceuse et personnalité médiatique américano-libanaise.
- 1994 : Kang Seulgi, chanteuse sud-coréenne du groupe Red Velvet.
- 1995 :
  - Haruna Kawaguchi, actrice et mannequin japonaise.
  - Bobby Portis, basketteur américain.
- 1997 : Chloë Moretz, actrice américaine.

## Décès

### XIIesiècle
- 1127 (ou 11 février) : Guillaume IX d'Aquitaine, duc d'Aquitaine et poète français (° 22 octobre 1071).
- 1162 : Baudouin III, roi de Jérusalem (° 1131).

### XIIIesiècle
- 1242 : Shijō, empereur du Japon (° 17 mars 1231).
- 1280 : Marguerite de Constantinople (ou Marguerite II de Flandre), comtesse de Flandre et comtesse de Hainaut (° 2 juin 1202).

### XIVesiècle
- 1306 : John III Comyn (John le Rouge ou le Jeune), noble écossais figure des guerres d'indépendance de l'Écosse.

### XVIesiècle
- 1567 : Henry Stuart  lord Darnley, second mari de la reine Marie Ire d'Écosse (° 7 décembre 1545).
- 1598 : Anne, archiduchesse d'Autriche, reine consort de Pologne et de Lituanie, de Suède et de Finlande (° 16 août 1573).

### XVIIesiècle
- 1621 : Pietro Aldobrandini, cardinal italien (° 31 mars 1571).

### XVIIIesiècle
- 1722 : Bartholomew Roberts dit « Le Baronet Noir », pirate britannique (° 17 mai 1682).
- 1755 : Montesquieu, philosophe français (° 18 janvier 1689).
- 1794 : Jacques Roux, prêtre révolutionnaire français (° 21 août 1752).

### XIXesiècle
- 1829 : Léon XII, pape (° 22 août 1760).
- 1837 : Alexandre Pouchkine, homme de lettres russe (° 26 mai julien soit 6 juin 1799 grégorien).
- 1839 : Pedro Romero, matador espagnol (° 19 novembre 1754).
- 1852 : William Lewis Hughes, 1er baron Dinorben, homme politique britannique (° 10 novembre 1767).
- 1865 : Heinrich Lenz, physicien allemand (° 12 février 1804).
- 1878 : Édouard Perris, entomologiste français (° juin 1808).
- 1879 : Honoré Daumier, peintre, sculpteur, caricaturiste et lithographe français (° 26 février 1808).
- 1880 : Adolphe Crémieux, homme politique français (° 30 avril 1796).
- 1886 : 
  - Henry Bradshaw, bibliothécaire britannique (° 2 février 1831).
  - Edward Edwards, bibliothécaire britannique (° 14 décembre 1812).
  - Athanase Fouché, aristocrate français (° 25 juin 1801).
  - Giovanni Battista De Nobili, homme politique italien (° 1824).
  - Enno von Colomb, militaire et écrivain allemand (° 31 août 1812)
- 1891 : Sofia Kovalevskaïa, mathématicienne et écrivaine russe (° 15 janvier 1850).

### XXesiècle
- 1906 :
  - Ezra Butler Eddy, industriel et homme politique canadien (° 22 août 1827).
  - Adolphe Perraud, cardinal français (° 7 février 1828).
- 1912 : Joseph Lister, chirurgien britannique (° 5 avril 1827).
- 1917 : John William Waterhouse, peintre britannique (° 6 avril 1849).
- 1918 :
  - Abdülhamid II, sultan ottoman (° 21 septembre 1842).
  - Ernesto Teodoro Moneta, journaliste et patriote italien, prix Nobel de la paix 1907 (° 20 septembre 1833).
- 1923 : Wilhelm Röntgen, physicien allemand, prix Nobel de physique en 1901 (° 27 mars 1845).
- 1928 : José Luis Sanchez del Rio, saint catholique mexicain (° 28 mars 1913).
- 1929 : Édouard Adam, peintre français (° 2 avril 1847).
- 1932 : Edgar Wallace, scénariste britannique (° 1er avril 1875).
- 1939 : Pie XI, pape (° 31 mai 1857).
- 1942 : Ernest Pérochon, écrivain français (° 24 février 1885).
- 1944 : Adolphe Le Gualès de Mézaubran, résistant et homme politique français (° 15 janvier 1886).
- 1956 : Wilbert Coffin, prospecteur québécois pendu pour le meurtre de 3 chasseurs américains (° 23 octobre 1915)
- 1957 : Laura Ingalls Wilder, romancière américaine (° 7 février 1867).
- 1958 : Nezihe Muhiddin, femme de lettres, militante politique, suffragette et féministe turque (° 1889).
- 1960 : Aloysius Stepinac, cardinal croate (° 8 mai 1898).
- 1962 : Władysław Broniewski, poète polonais (° 17 décembre 1897).
- 1963 : Léon van der Essen, historien belge (°12 décembre 1883).
- 1964 : Eugen Sänger, ingénieur autrichien (° 22 septembre 1905).
- 1966 : Billy Rose, parolier américain (° 6 septembre 1899).
- 1975 : Dave Alexander, musicien du groupe des Stooges et du Club des 27 (° 3 juin 1947).
- 1977 : Grace Williams, compositrice et pédagogue galloise († 19 février 1906).
- 1987 : Dobrin Petkov, chef d'orchestre bulgare (° 24 août 1923).
- 1990 : Léopold Anoul, footballeur belge (° 19 août 1922).
- 1992 : Alex Haley, écrivain américain (° 11 août 1921).
- 1993 : Maurice Bourgès-Maunoury, président du conseil français (° 19 août 1914).
- 1996 :
  - Klaus-Dieter Seehaus, footballeur est-allemand puis allemand (° 6 octobre 1942).
  - Roland Simounet, architecte français (° 31 août 1927).
- 1997 :
  - Lou Bennett, organiste de jazz américain (° 18 mai 1926).
  - André Chérasse, homme politique français (° 23 janvier 1906).
  - Tadeusz Trojanowski, lutteur de libre polonais (° 1er janvier 1933).
- 1998 :
  - Augusto Barros Ferreira, artiste peintre portugais (° 7 août 1929).
  - Louis Beugniez, homme politique et résistant français (° 20 novembre 1907).
- 1999 :
  - Yvon Dufour, acteur québécois (° 1er novembre 1930).
  - Maluda (Maria de Lourdes Ribeiro dite), peintre portugaise (° 15 novembre 1934).
- 2000 :
  - Ji Pengfei, homme politique chinois (° 2 février 1910).
  - Jim Varney, acteur américain (° 15 juin 1949).

### XXIesiècle
- 2001 :
  - Lewis Arquette, acteur, écrivain et producteur de cinéma américain (° 14 décembre 1935).
  - Abraham Beame, homme politique américain (° 20 mars 1906).
  - Buddy Tate, musicien de jazz américain (° 22 février 1913).
- 2002 : Traudl Junge, secrétaire d'Hitler (° 16 mars 1920).
- 2003 :
  - Edgar de Evia, photographe franco-américain (° 30 juillet 1910).
  - Curt Hennig, catcheur américain (° 28 mars 1958).
  - Max Pécas, cinéaste français (° 25 avril 1925).
  - Paul Randles, auteur de jeux de société américain (° 16 décembre 1965).
  - Jan Veselý, cycliste sur route tchécoslovaque puis tchèque (° 17 juin 1923).
  - Carmen Vidal, femme d’affaires algérienne (° 28 juin 1915).
  - Victor Vivier, poète français (° 24 janvier 1923).
  - Ron Ziegler, homme politique américain (° 12 mai 1939).
- 2004 : Guy Provost, acteur québécois (° 19 mai 1925).
- 2005 :
  - Humbert Balsan, producteur français (° 21 août 1954).
  - Jean Cayrol, homme de lettres français juré de l'Académie Goncourt de 1973 à 1995 (° 6 juin 1911).
  - Arthur Miller, homme de lettres américain (° 17 octobre 1915).
- 2006 : J Dilla (James Dewitt Yancey dit), producteur et rappeur américain (° 7 février 1974).
- 2008 :
  - Chana Safrai, universitaire israélienne ° (1946).
  - Roy Scheider, acteur américain (° 10 novembre 1932).
- 2009 : Alexandre Burger, journaliste suisse (° 1920).
- 2014 : Shirley Temple, actrice et diplomate américaine (° 23 avril 1928).
- 2015 : Corinne Le Poulain, actrice française (° 26 mai 1948).
- 2017 : Yuri Poyarkov, volleyeur soviétique puis ukrainien (° 10 février 1937).
- 2019 :
  - Carmen Argenziano, acteur américain (° 27 octobre 1943).
  - Miranda Bonansea, actrice italienne (° 31 octobre 1926).
  - Heinz Fütterer, athlète de sprint allemand (° 14 octobre 1931).
  - Robert Ghanem, homme politique libanais (° 8 mai 1942).
  - Walter B. Jones Jr., homme politique américain (° 10 février 1943).
  - Koji Kitao, catcheur et lutteur de sumo japonais (° 12 août 1963).
  - Roderick MacFarquhar, universitaire britannique (° 2 décembre 1930).
  - Didier Pain, acteur et producteur français (° 8 décembre 1947).
  - Fernando Peres, footballeur portugais (° 8 janvier 1943).
  - Anahide Ter Minassian, historienne française (° 26 août 1929).
  - Jan-Michael Vincent, acteur américain (° 15 juillet 1945).
  - Michael Wilson, homme politique canadien (° 4 novembre 1937).
  - Maura Viceconte, athlète de fond italienne (° 3 octobre 1967).
- 2020 :
  - Saïd Amara, handballeur puis entraîneur tunisien (° 28 mars 1944).
  - Álvaro Barreto, ingénieur, homme d'affaires et politique portugais (° 1er janvier 1936).
  - Claire Bretécher, dessinatrice française (° 17 avril 1940)[13].
  - Lyle Mays, pianiste et compositeur de jazz américain (° 27 novembre 1953).
  - Pavel Vilikovský, écrivain slovaque (° 27 juin 1941).
- 2021 : 
  - Larry Flynt, pornographe américain (° 1942).
  - Pachín, footballeur espagnol (° 28 décembre 1938).
- 2023 :
  - Marcel Adamczyk, footballeur français (° 5 janvier 1935).
  - AKA, rappeur sud-africain (° 28 janvier 1988).
  - Garland E. Allen, historien et biographe américain (° 13 février 1936).
  - Hugh Hudson, réalisateur britannique (° 25 août 1936).
  - Marguerite Jauzelon, institutrice retraitée française, qui fut ambulancière volontaire pendant la Seconde Guerre mondiale (° 25 juillet 1917).
  - Hans Modrow, homme politique est-allemand puis allemand (° 27 janvier 1928).
  - Samuel Moreno Rojas, avocat et homme politique colombien (° 11 février 1960).
- 2024 : 
  - Günter Brus, peintre autrichien (° 27 septembre 1938).
  - Edward Lowassa, homme d'État tanzanien (° 26 août 1953).
  - Askar Mussinov, diplomate soviétique puis kazakh (° 11 avril 1961).
  - Paul Neary, auteur de bande dessinée britannique (° 18 décembre 1949).

## Célébrations

### Internationales et nationales
- Nations unies : journée internationale des légumineuses[14].
- Date possible pour le début du nouvel an asiatique entre 20 janvier et 20 février au gré de la Lune.

- Italie : Giorno del ricordo (it) ou jour du souvenir, depuis 2005 en mémoire des victimes des Foibe ainsi que de l'exode des Istriens, des habitants de Fiume et des Dalmates et en souvenir du traité de Paris (1947).
- Malte : commémoration du naufrage de saint Paul sur l'archipel[15].

### Religieuses
- Christianisme orthodoxe dans le lectionnaire de Jérusalem :
  - mémoire de Saint Thyrse ;
  - mémoire de Photius et Alexandre de Lugo, martyrs alexandrins du De mart. Pal., III 1-4 ;
  - mémoire d'André (Adrien) & Anatole (Nathalie), martyrs à Nicomédie sous Maximien Hercule.

#### Saints des Églises catholiques et orthodoxes
Saints des Églises catholiques et orthodoxes :
- Aimond († 790), moine fondateur.
- Aponius († 41) et André, martyrs à Bethléem.
- Austreberthe de Pavilly († 704), 1re abbesse de l'abbaye de Pavilly.
- Baldegonde († 580), abbesse à Poitiers.
- Charalampe de Magnésie († 202), prêtre martyr à Magnésie du Méandre.
- Paul de Gaza († 308), et ses compagnons, martyrs à Gaza.
- Pérégrin († 400), prêtre à Plaisance (Italie).
- Prothade († 624), 21e évêque de Besançon.
- Salve d'Ableda († 962), moine.
- Scolastique († 543), sœur de saint Benoît de Nursie, fondatrice des bénédictines.
- Sigon († 873), 35e évêque de Clermont-Ferrand.
- Silvain de Terracina (sw) († Ve siècle), évêque de Terracina.
- Trojan de Saintes († 533), évêque.
- Trumwin d'Abercorn (en) († 740), évêque à Abercorn (Écosse).
- Zénon d'Antioche (ru) († 416), ermite près d'Antioche.
- Zotique († 304), Irénée, Hyacinthe et Amance, soldats, martyrs à Rome.

#### Saints et bienheureux des Églises catholiques
- Alexandre de Lugo (it) († 1645), bienheureux dominicain espagnol martyr en Turquie.
- Aloïs Stepinac († 1960), bienheureux cardinal croate, archevêque de Zagreb.
- Arnaud Cataneo (San Arnaldo, † 1255), bienheureux abbé italien.
- Claire de Rimini († 1346), bienheureuse clarisse (Pauvre Dame) italienne.
- Eusèbe († 1501), bienheureux noble espagnol devenu moine.
- Eusébie Palomino Yenes († 1935), bienheureuse religieuse espagnole.
- Guillaume de Malavalle († 1157), religieux italien fondateur de l'ordre de Saint-Guillaume.
- Guillaume Zucchio († 1377), bienheureux laïc italien.
- Hugues de Fosses († 1164), bienheureux religieux français disciple de saint Norbert de Xanten.
- José Louis Sanchez del Rio († 1928), Laïc mexicain martyr.
- Longin d'Obnora († 1540), moine.
- Pierre Frémond († 1794) et cinq compagnes, bienheureux laïc français martyr.

#### Saints des Églises orthodoxes
Saints des Églises orthodoxes :
- Anne († 1056), princesse de Novgorod.
- Longin de Koriajemka († 1540), ascète, fondateur du monastère de Koriajemka en Russie.

### Prénoms du jour
Bonne fête aux Arnaud et ses variantes : Arnaldo, Arnauld, Arnault, Arnaut, Arno, Arnold, Arnoud, Arnoul, Arnould, Arnoult ; ainsi que leurs formes féminines : Arnaude, Arnalda, Arnoulte (et 14 mars).
Et aussi aux :
- Fagan (les Fragan fêtés autrement) ;
- aux Velle.

## Traditions et superstitions

### Dictons
- À la saint-Arnaud, jardinier finaud épand du guano.
- À la saint-Arnaud, les fourneaux à fond.
- À la saint-Arnaud, on reste près du fourneau.
- Au soleil de Saint Arnaud, volent les moineaux.
- Gels matinaux de Saint Arnaud, l’hiver remonte au créneau.

### Astrologie
- Signe du zodiaque : 21e jour du signe astrologique du Verseau.

## Toponymie
- Plusieurs voies, places, sites ou édifices de pays ou provinces francophones contiennent la date du jour dans leur nom : voir Dix-Février .